# Гедерн
Гедерн (њем. Gedern) град је у њемачкој савезној држави Хесен. Једно је од 25 општинских средишта округа Ветерау. Према процјени из 2010. у граду је живјело 7.639 становника. Посједује регионалну шифру (AGS) 6440009.

## Географски и демографски подаци
Гедерн се налази у савезној држави Хесен у округу Ветерау. Град се налази на надморској висини од 357 метара. Површина општине износи 75,2 km². У самом граду је, према процјени из 2010. године, живјело 7.639 становника. Просјечна густина становништва износи 102 становника/km².

## Међународна сарадња
| Мјесто | Држава    | Врста сарадње | Од    |
| ------ | --------- | ------------- | ----- |
|        | САД       | партнерство   | 1992. |
|        | Пољска    | партнерство   | 2004. |
|        | Француска | партнерство   | 1969. |
| Извор  |           |               |       |